# 福島市立松川小学校
福島市立松川小学校（ふくしましりつ まつかわ しょうがっこう）は、福島県福島市にあった公立小学校である。

## 概要
福島市南部の松川地区の中心市街地近くに位置する。西側に福島市立松陵中学校が隣接する。2021年5月1日現在、17学級383名の児童が在籍する。
2025年4月に松陵義務教育学校に統合されることになっており、既存の松川小学校に新校舎を渡り廊下でつなげて新たな校舎とする計画である。

## 沿革
- 1873年5月2日 - 学校創立。後に自治体合併、学制改革を経て信夫郡松川町立松川小学校となる。
- 1966年6月 - 松川町が福島市に編入され、福島市立松川小学校となる。
- 1992年9月7日 - 現在の校舎（RC造二階建）が竣工する。
- 1993年
  - 2月17日 - 屋内運動場が竣工する。
  - 3月19日 - 水泳プール（25m×10m　6コース）が竣工する。
- 2015年4月 - 知的障がい特別支援学級開設[1]。
- 2016年4月 - 自閉症・情緒障がい特別支援学級開設[1]。

## 教育方針
教育目標
- すすんで学ぶ子ども
- 思いやりのある子ども
- たくましい子ども

## 学校行事
| - 4月 - 5月 - 6月 | - 7月 - 8月 - 9月 | - 10月 - 11月 - 12月 | - 1月 - 2月 - 3月 |

## 通学区域
- 松川地域
  - 松川町
  - 松川町美郷（三丁目以外）
  - 松川町水原
  - 松川町浅川（字水晶沢、市ノ沢)
  - 松川町金沢（字麦地石）

## 進学先中学校
- 福島市立松陵中学校[4]

## 学校周辺
- 福島市立松陵中学校 - 福島市道をはさんで、敷地が隣接。
- 福島県道114号福島安達線
- 水原川
- 福島市役所松川支所
- 福島市松川学習センター

## 交通
- JR東日本松川駅より徒歩約15分[5]。
- 福島交通「松川本町」バス停からもアクセス可能。